# Plochtchad Vosstania (métro de Saint-Pétersbourg)
Plochtchad Vosstania (en russe : Пло́щадь Восста́ния, littéralement Place de l'Insurrection) est une station de la ligne 1 du Métro de Saint-Pétersbourg. Elle est située sous la place Vosstaniïa dans le raïon Central, de Saint-Pétersbourg en Russie.
Mise en service en 1955, elle est desservie par les rames de la ligne 1 du métro de Saint-Pétersbourg. Elle est en correspondance directe, avec la station Maïakovskaïa desservie par la ligne 3 et avec la gare de Moscou desservie par des trains.

## Situation sur le réseau

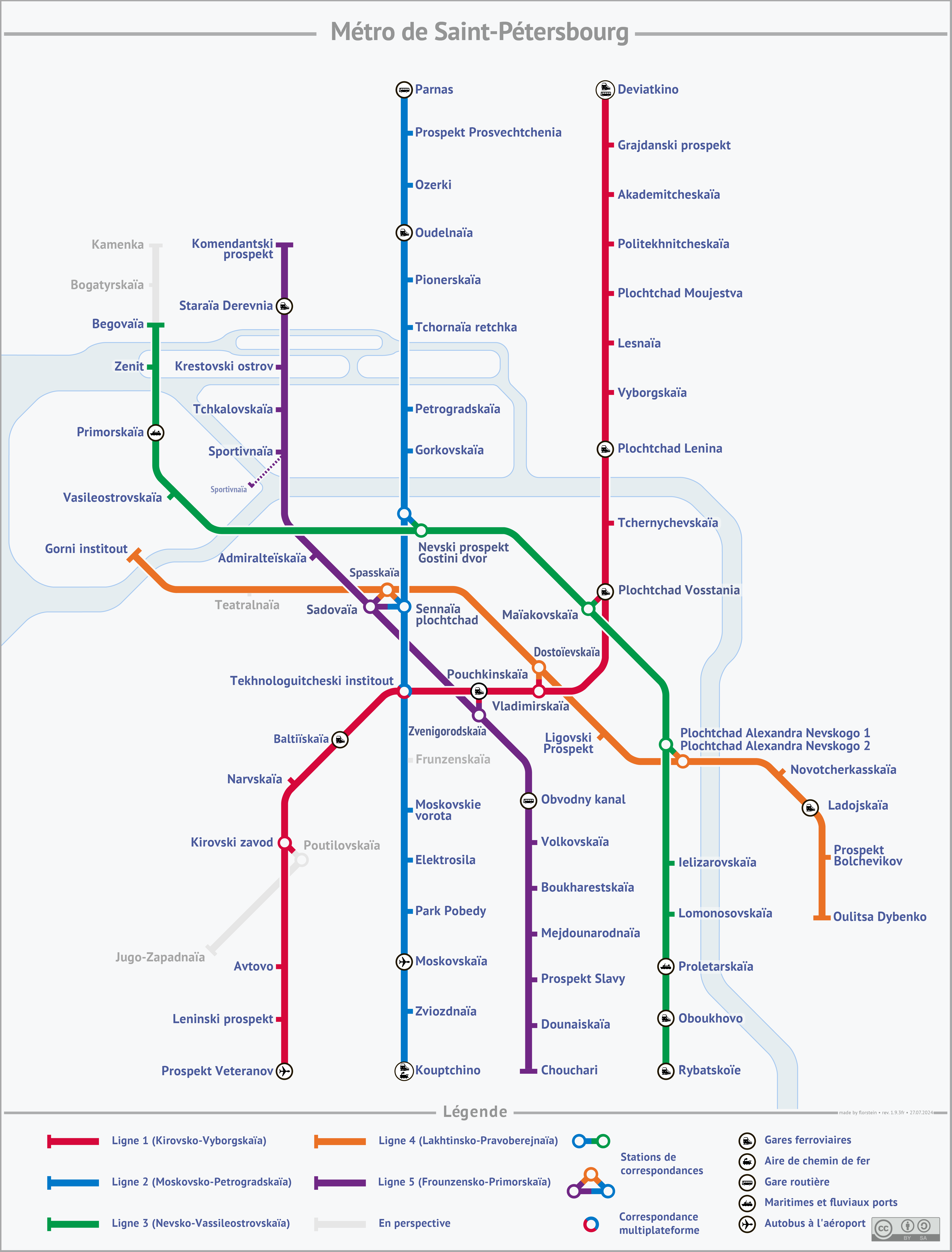
Plan du métro.

Établie en souterrain, à 58 mètres de profondeur, Tchernychevskaïa est une station de passage de la ligne 1 du métro de Saint-Pétersbourg. Elle est située entre la station Tchernychevskaïa, en direction du terminus nord Deviatkino, et la station Vladimirskaïa, en direction du terminus sud Prospekt Veteranov.
La station dispose d'un quai central encadré par les deux voies de la ligne. 

## Histoire
La station Plochtchad Vosstania est mise en service le 15 novembre 1955, lors de l'ouverture à l'exploitation de la section de Avtovo à Plochtchad Vosstania. L'intérieur de la station est consacrée aux événements révolutionnaires de 1917.
En 1960, est créé une nouvelle relation piétonne entre la station et la gare de Moscou.

## Service des voyageurs

### Accueil
Elle dispose au nord, en surface, d'un pavillon d'accès sur la place place Vosstaniïa, avec une billetterie et une relation avec le quai situé à 58 mètres de profondeur par un tunnel en pente équipé de trois escaliers mécaniques. Au sud, également en surface, un hall d'accès est situé dans la gare de Moscou et une relation piétonne souterraine directe est aménagée avec le quai de la station Maïakovskaïa de la ligne 3 du métro.

Installations accès principal
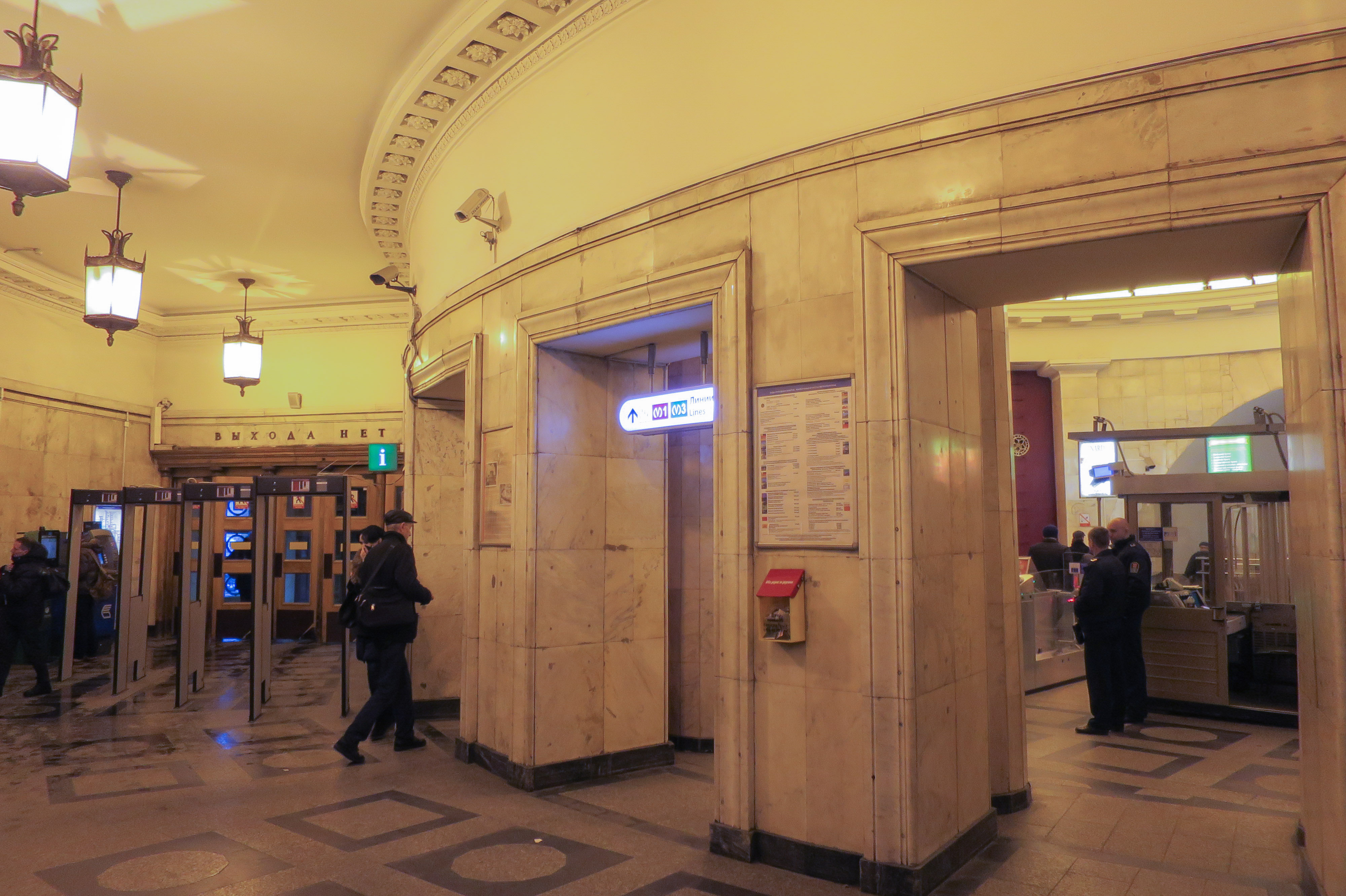
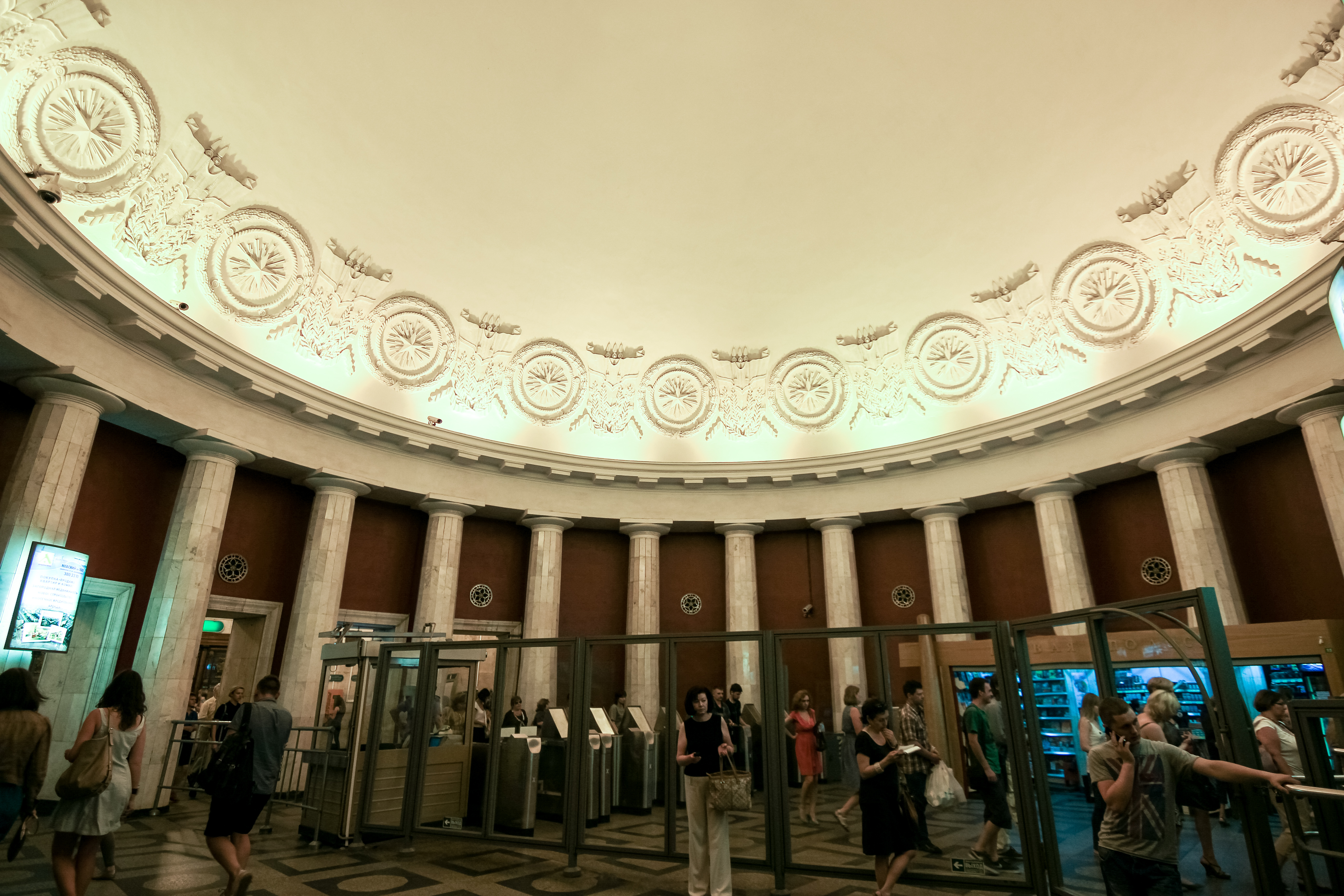
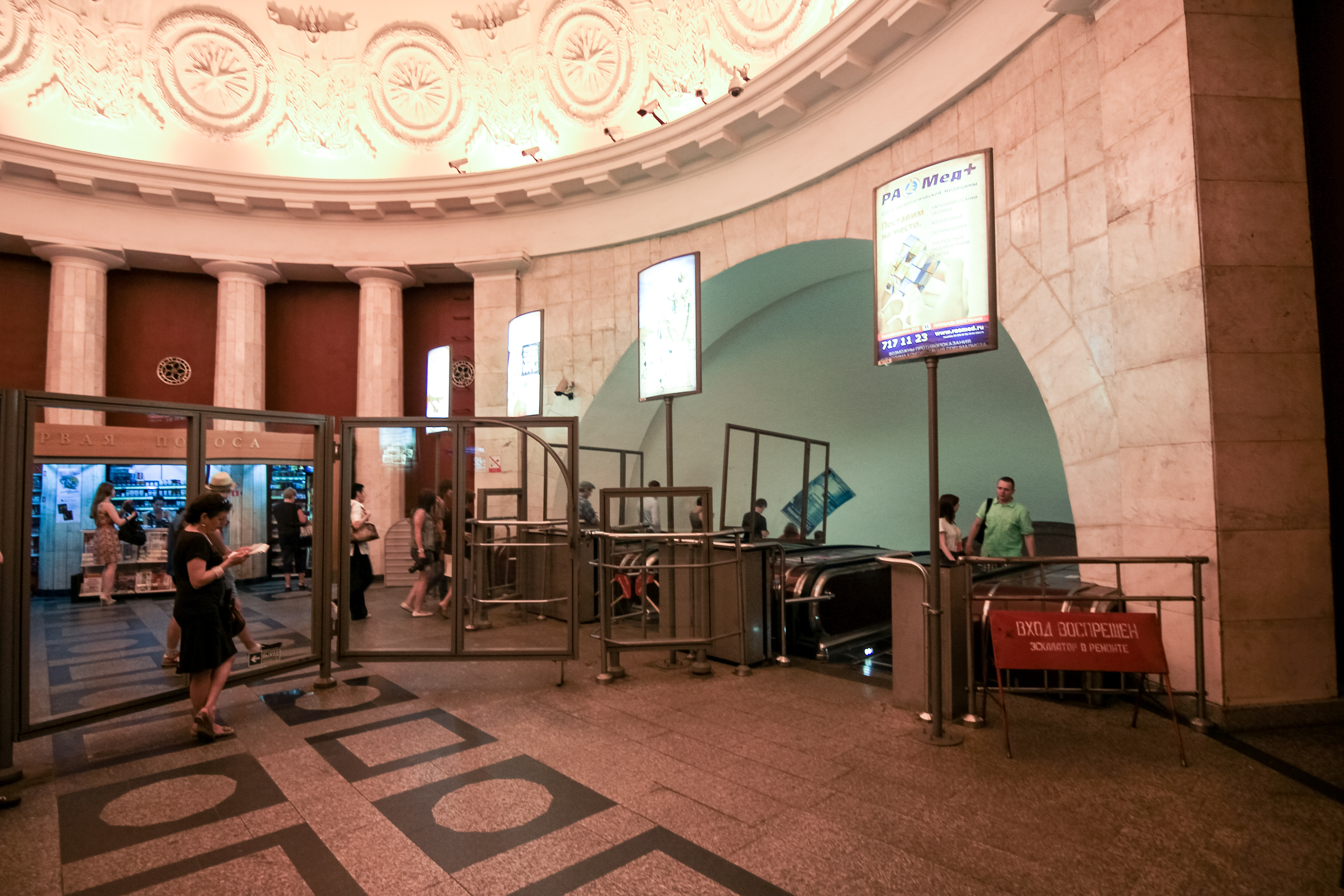

### Desserte
Plochtchad Vosstania est desservie par les rames de la ligne 1 du métro de Saint-Pétersbourg.

Installations et desserte
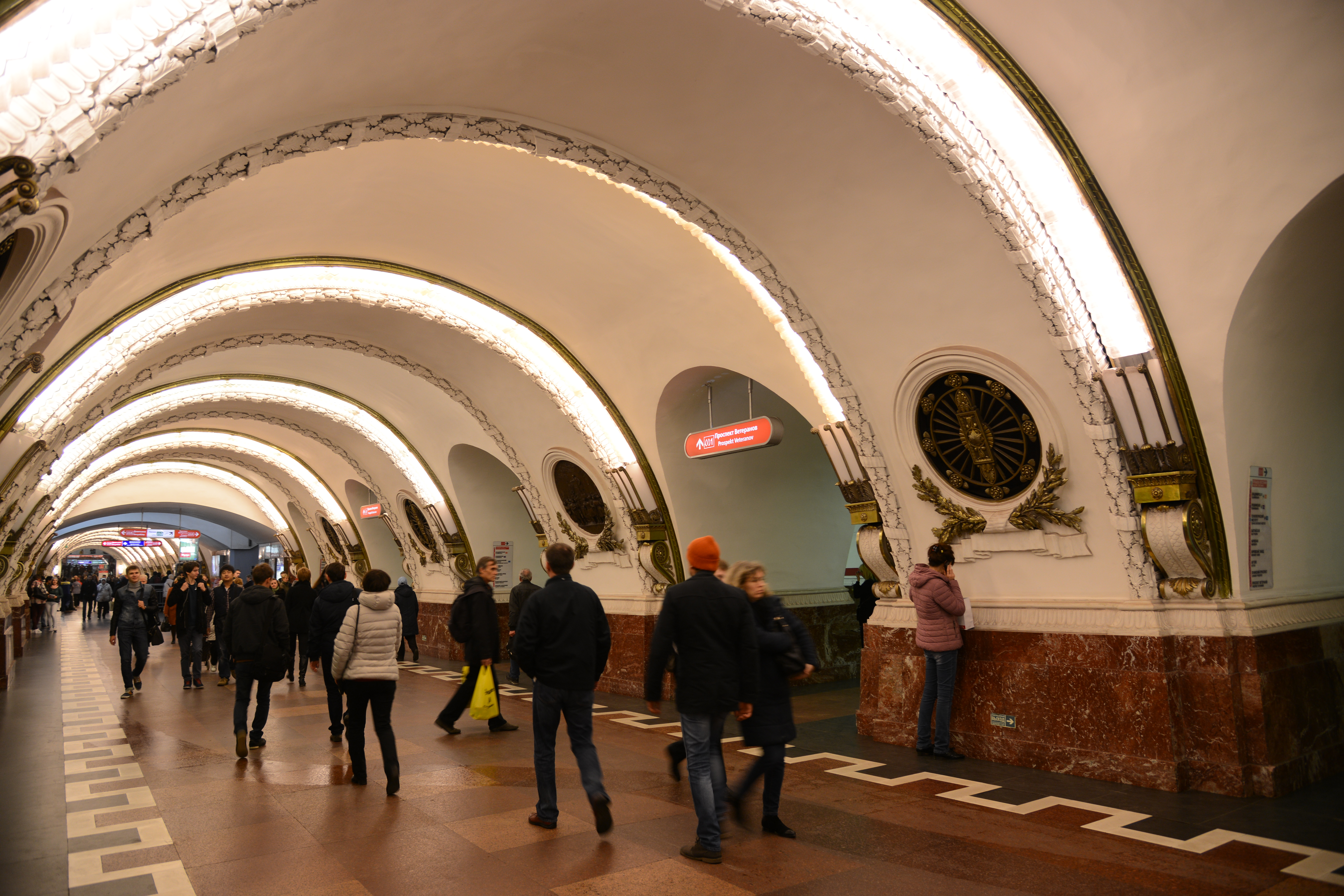
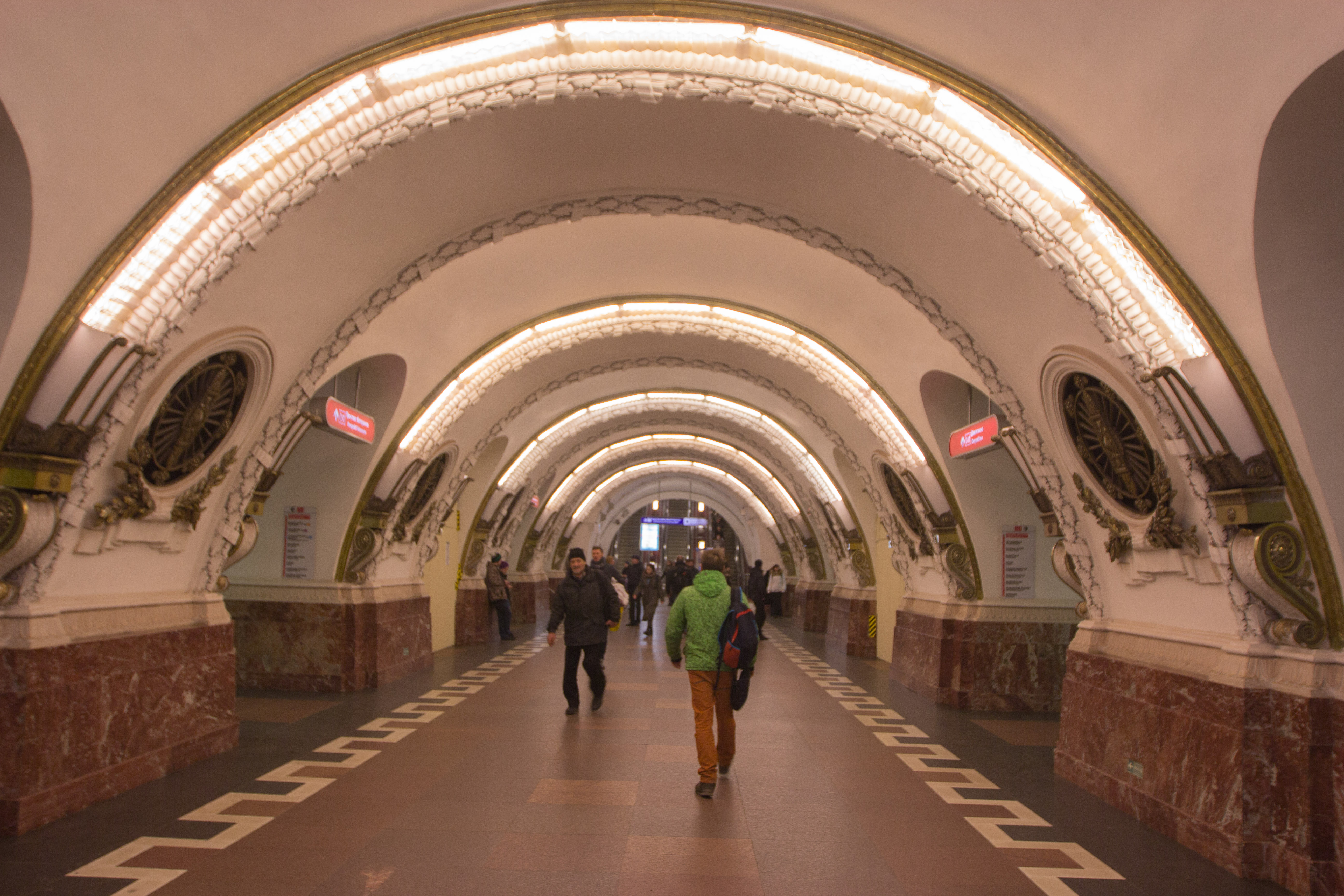
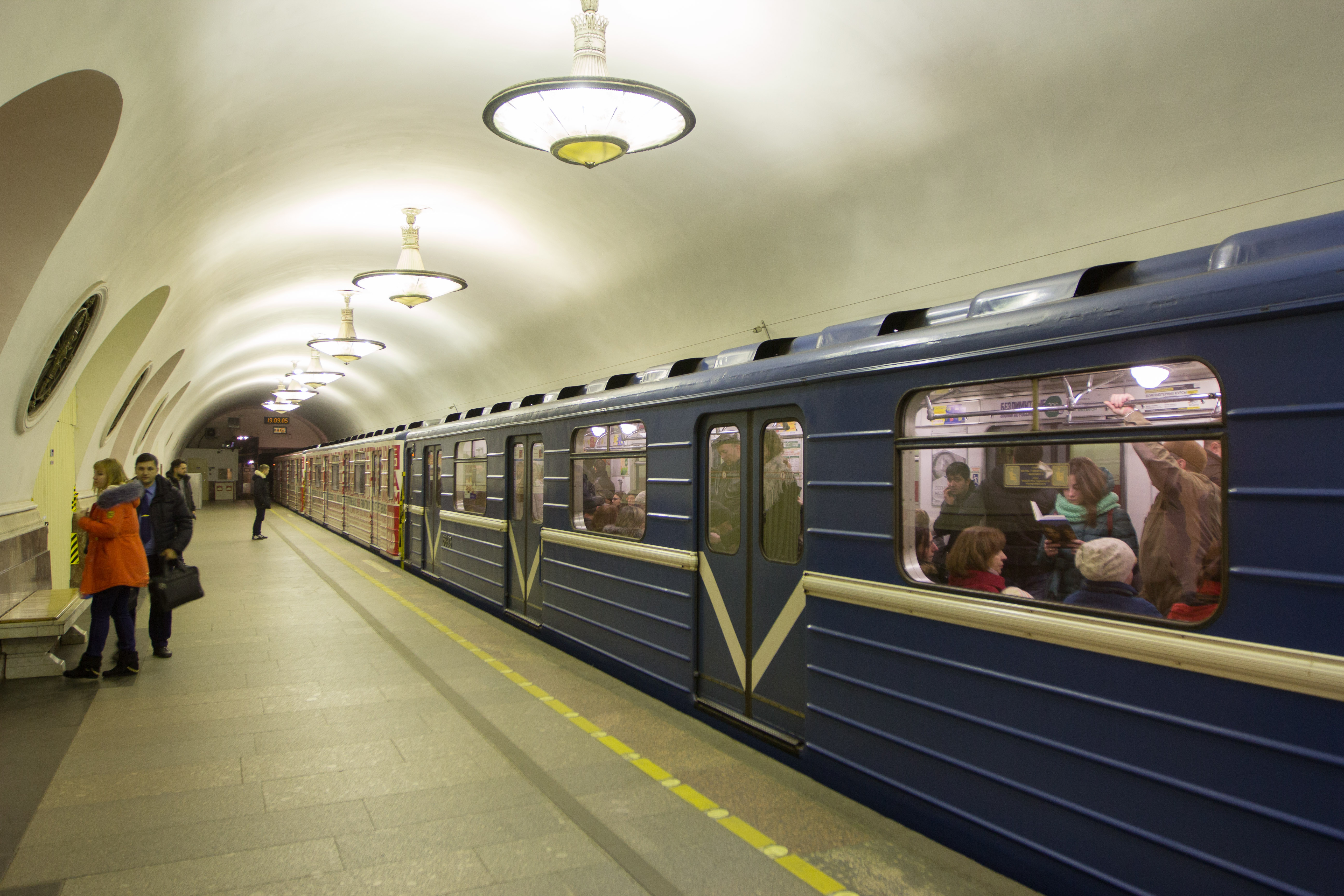

### Intermodalité
Elle est en correspondance directe, par une relation piétonne souterraine avec la station Maïakovskaïa desservie par la ligne 3 du métro de Saint-Pétersbourg. À proximité : un arrêt des trolleybus de Saint-Pétersbourg est desservie par les lignes 1, 5, 7, 10 et 11 ; et des arrêts de bus sont desservis par de nombreuses lignes.

Installations
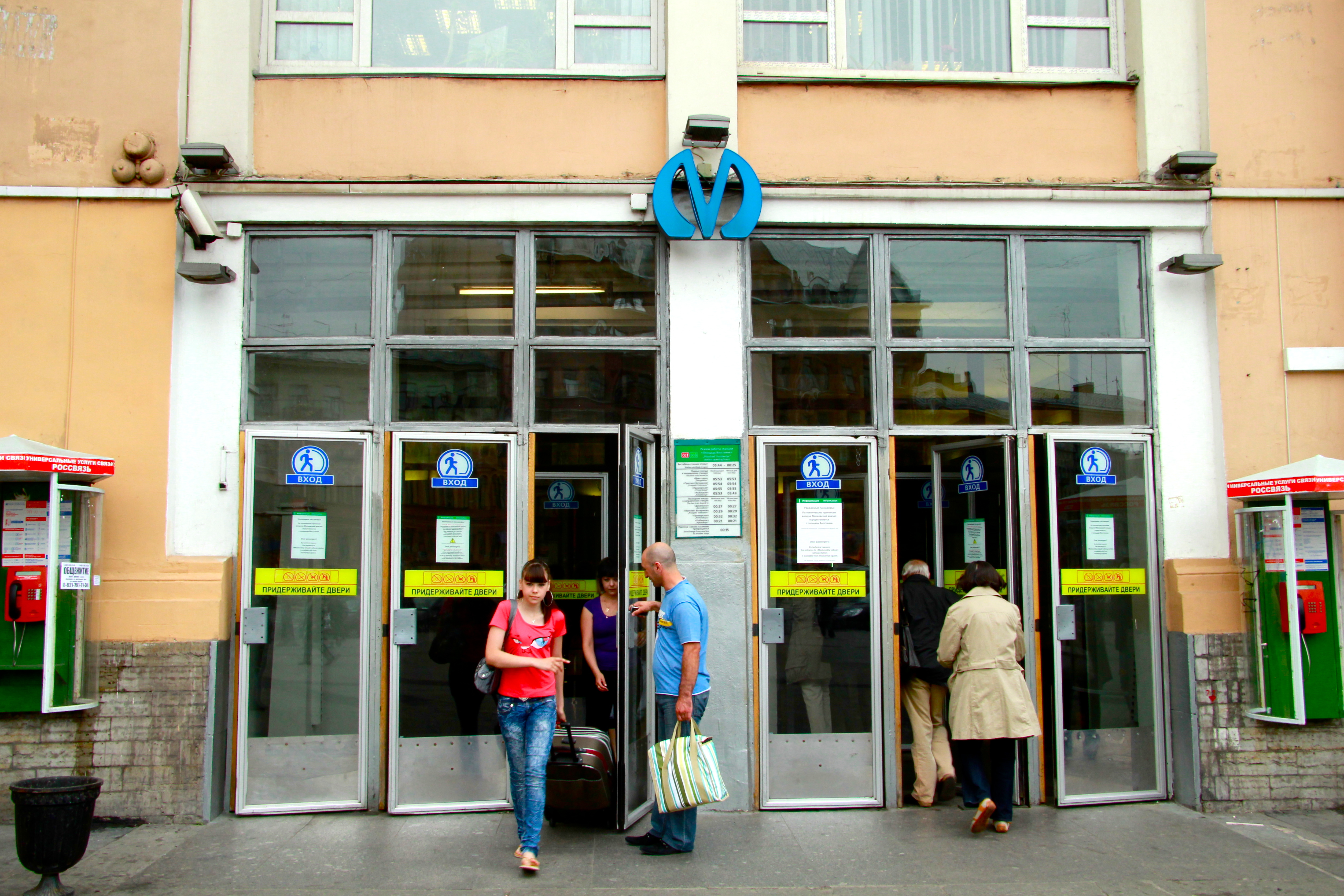
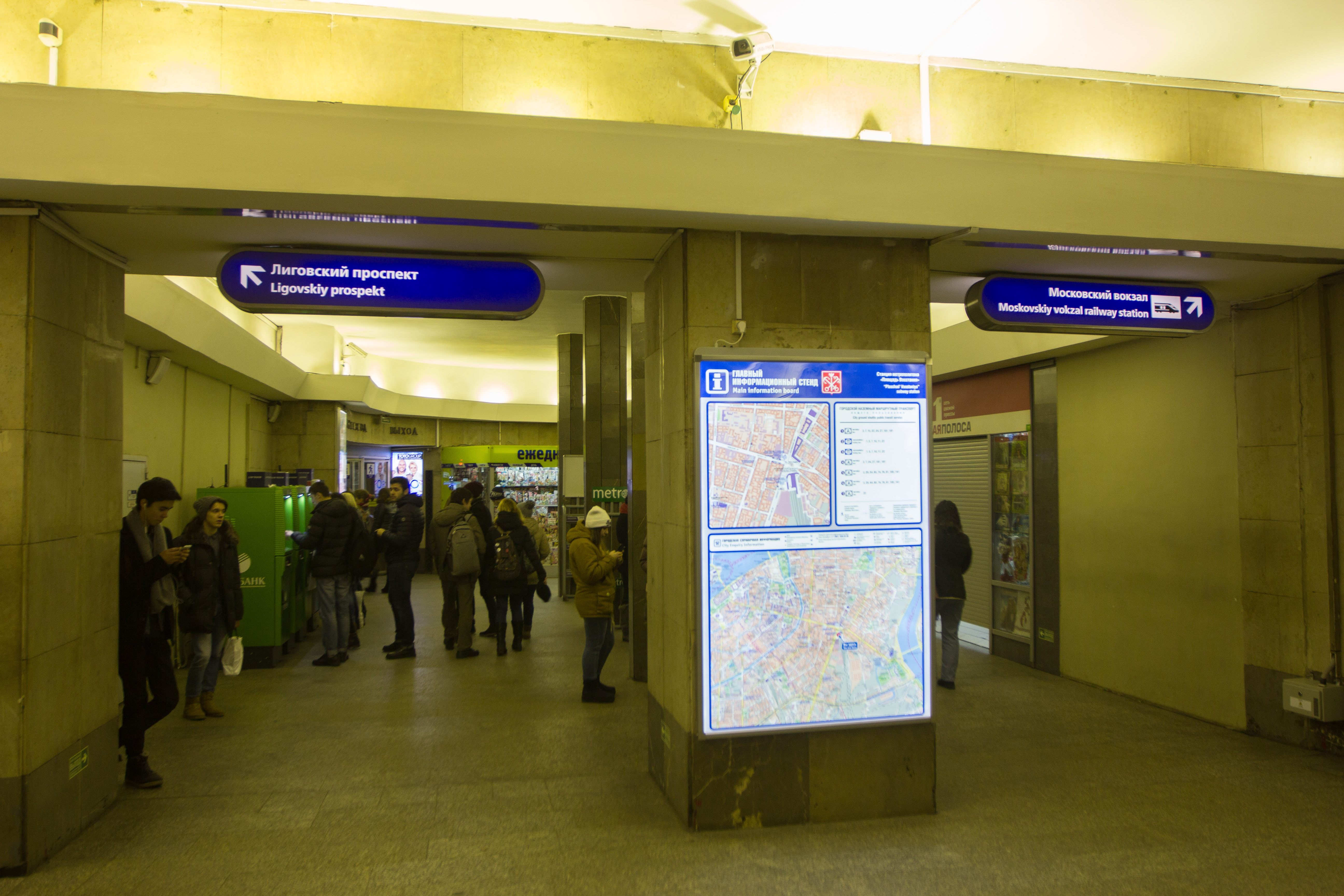

Elle dispose également d'une correspondance directe, par un cheminement depuis le quai et un accès dans les installations, avec la gare de Moscou.

Installations
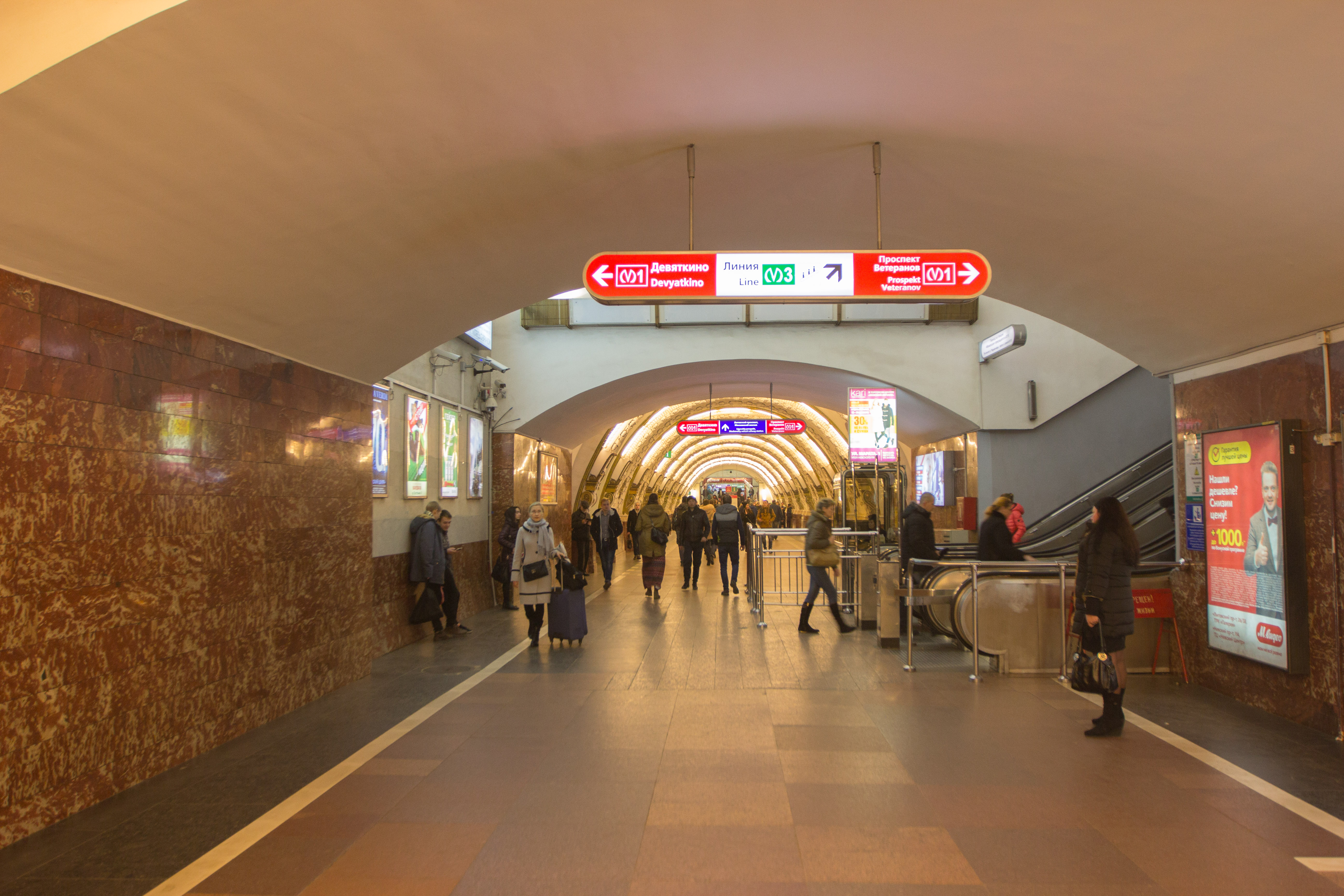
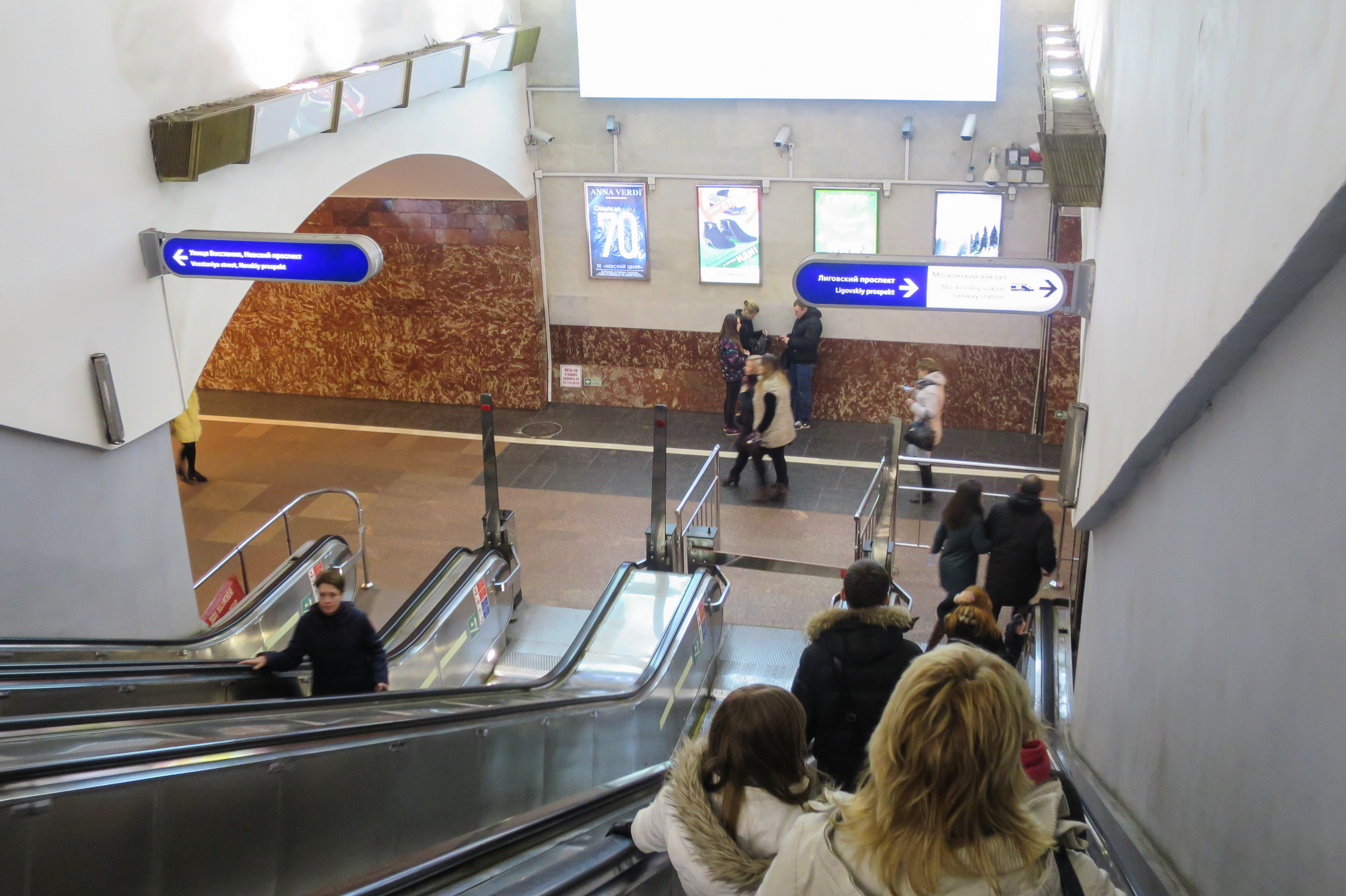
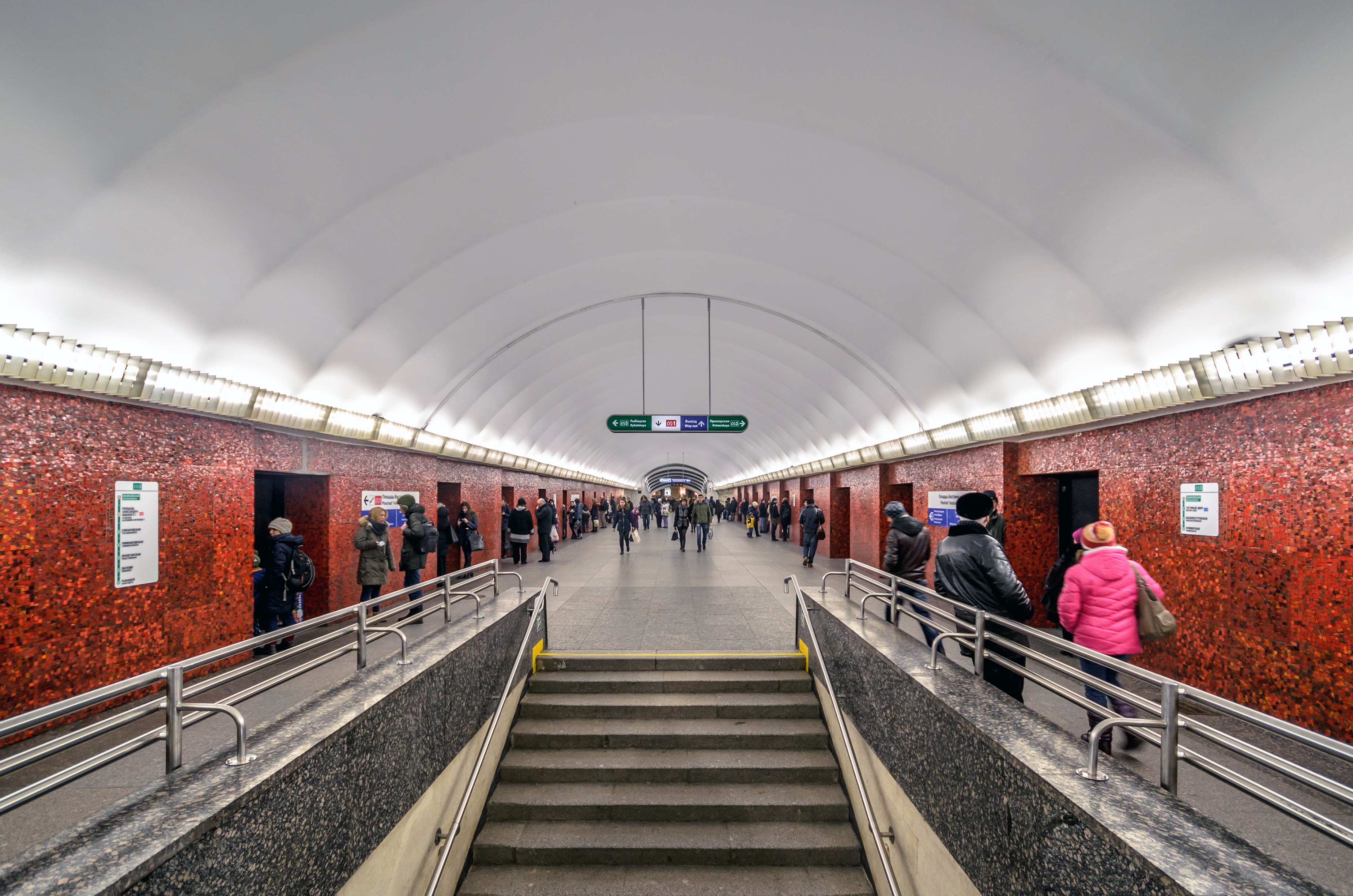